# Shadow Labyrinth
Shadow Labyrinth é um futuro jogo eletrônico de ação e aventura desenvolvido pela Bandai Namco Studios e publicado pela Bandai Namco Entertainment. Faz parte da série de jogos eletrônicos Pac-Man e serve como uma releitura dos principais conceitos da franquia. O jogador assumirá o papel de "Swordsman No. 8", que é acompanhado por uma esfera gigante chamada Puck, enquanto atravessa um grande "labirinto", lutando contra inimigos e aprimorando suas habilidades à medida que avança; as reações iniciais ao anúncio do jogo o consideraram amplamente como um jogo Metroidvania.
O jogo foi promovido inicialmente pelo lançamento do episódio "Circle" de Secret Level, que serve como uma prequela oficial do jogo. Shadow Labyrinth está previsto para ser lançado em 18 de julho de 2025 para PlayStation 5, Xbox Series X/S, Nintendo Switch, Nintendo Switch 2 e PC via Steam.